# Испуњеност
Испуњеност је ментално или емоционално стање задовољства, када је особа смиреног тела, мисли и у мирној ситуацији. Колоквијално говорећи, испуњеност може бити стање прихватања свог положаја и блажи је и привремени облик среће.
Испуњеност и трагање за задовољством су могуће централна нит кроз многе филозофске и верске школе различитих култура, времена и географских подручја. Сидарта је рекао: "Здравље је највреднија добит, а испуњеност је највеће богатсво". Џон Стјуарт Мил, вековима касније, написао је: "Научио сам да тражим своју срећу ограничавајући своје жеље, а не покушавајући да их задовољим." Марко Аурелије је написао: "Живите са боговима. А онај који то буде чинио стално показује да је његова душа задовољна оним што му је додељено." У Библији пише: "Живите слободно од љубави према новцу и будите задовољни оним што имате, јер је Бог рекао "никада те нећу оставити; никада те нећу напустити."" Кинески филозоф Чуанг Це једном је написао у 3. веку п. н. е. "Господин који дубоко продире у све ствари и у хармонији је са њиховим трансформација, биће испуњен шта год то донесе. Он прати ток природе у било којој ситуацији у којој се може наћи."
Изгледа да се литература генерално слаже да је испуњеност можда стање идеално постигнуто кроз то да је особа срећна оним што има, за разлику од постизања својих већих амбиција, како је Сократ описао: "Онај ко није задовољан оним што има, не треба бити задовољан оним што би волео да има," И поред тога, може постојати низ елемената постигнућа који могу олакшати проналажење стања личне испуњености: јака породица, јака локална заједница и задовољство са животним основним потребама, као што је изражено у Масловљевој хијерархији потреба. Уопштено гледано, што се више потреба из Масловљеве хијерархије постигне, лакше се постиже испуњеност.